# Mitrofan (Griňov)
Mitrofan (světským jménem: Vasilij Vasiljevič Griňov; 17. ledna 1873, Voroněž – 17. února 1938, Uljanovsk) byl ruský pravoslavný duchovní Ruské pravoslavné církve, arcibiskup arzamaský a vikarijní biskup gorkovské eparchie.

## Život
Narodil se 17. ledna 1873 ve Voroněži v rodině šlechtice.
Navštěvoval Voroněžské gymnázium a poté pedagogické kurzy v Petrohradu. Následně studoval na Archeologickém institutu a na Nikolajevské vojenské akademii.
Roku 1912 byl povýšen na podplukovníka a do roku 1915 byl vychovatelem a učitelem v kadetním sboru v Moskvě.
Dne 18. června 1916 se stal poslušníkem v Danilovském monastýru v Moskvě. Dne 1. června 1918 byl jmenován vedoucím monastýrní knihovny a knihkupectví. Stejného roku dokončil studium na Moskevské vyšší bohoslovecké škole.
Dne 3. března 1919 byl ustanoven hypodiakonem a 6. května se stal pomocníkem sakristána.
Byl postřižen na monacha se jménem Mitrofan a 22. května 1919 byl rukopoložen na hierodiakona. Dne 10. dubna 1920 byl rukopoložen na jeromonacha a byl ustanoven sakristánem Danilovského monastýru.
Dne 20. srpna 1920 byl jmenován představeným Znamenského monastýru v Moskvě. O deset dní později byl povýšen na archimandritu. Dne 1. října byl ustanoven dočasným správcem Moskevské Bogoljubské časovni.
Dne 1. listopadu 1920 byl ustanoven představeným Zadonského Bogorodice-Tichonovského monastýru ve voroněžské eparchii.
Roku 1921 byl zvolen biskupem aksajským a vikarijním biskupem donské eparchie. Dne 27. června proběhla jeho biskupská chirotonie. Hlavním světitelem byl moskevský patriarcha Tichon.
Dne 22. ledna 1923 byl zatčen na udání Renovacionisty za kontrarevoluční činnost. Následující den byl spolu s knězi Pavlem Dmitrijevičem Čechranovem, Alexejem Kirillovičem Trifilevem a protodiakonem Dimitrijem Semenovičem Novočadovem do Moskvy. Byl vězněn v Lubjanské věznici a věznici Butyrka. Dne 30. března byl odsouzen ke třem letům v pracovním táboře.
V květnu 1923 byl deportován do pracovního tábora v Archangelsku a v červnu do Soloveckého tábora zvláštního určení. Dne 30. března 1926 byl propuštěn. V červnu 1926 odešel do Alatyru.
Dne 27. září 1927 byl ustanoven biskupem alatyrským a vikarijním biskupem uljanovské eparchie. V letech 1929-1930 byl také dočasným správcem čeboksarské eparchie.
Dne 29. října 1930 byl jmenován biskupem uljanovským.
Roku 1932 byl znovu zatčen za kontrarevoluční činnost. Podle obvinění měl kolem sebe seskupovat všechny církevní protisovětské aktivisty, systematicky mezi nimi vedl agitaci a také v kázáních, která pronášel při bohoslužbách, mluvil o křehkosti sovětské moci, předpovídal obnovu a triumf náboženství.
Dne 10. ledna 1933 byl usvědčen z této činnosti a odsouzen ke třem letům vyhnanství v Severním kraji. Dne 16. července byl uvolněn ze správy uljanovské eparchie.
V srpnu 1935 se vrátil do Uljanovsku a 25. listopadu 1935 byl jmenován arcibiskupem arzamaským a vikarijním biskupem gorkovské eparchie.
Poté byl penzionován a v prosinci 1937 byl znovu zatčen. Dne 29. prosince byl Trojkou NKVD Kujbyševské oblasti odsouzen za organizaci a vedení regionální církevně-monarchistické, fašisticko-povstalecké kontrarevoluční organizace k trestu smrti. Zastřelen byl 17. února 1938 v Uljanovsku.